# Microsoft KIN

Логотип Microsoft KIN

Microsoft KIN (кодовое название Project Pink) — название смартфонов производства Microsoft. Смартфоны предназначены для пользователей социальных сетей, таких как Facebook, Twitter и MySpace. Целевая аудитория — мужчины и женщины в возрасте от 15 до 30 лет.

## История
12 апреля 2010 года корпорация Microsoft объявила о выпуске двух моделей KIN — KIN ONE и KIN TWO, которые поступили в продажу в мае в США и осенью планировались продажи в Европе. Телефоны Microsoft KIN производила компания Sharp и продавались они в США у оператора сотовой связи Verizon Wireless. 
В июле 2010 года корпорация Microsoft объявила о прекращении производства моделей KIN. Телефоны смогли продержаться на рынке полтора месяца с начала продаж. В прессе ходили слухи о проданных всего 500 устройствах, но исходя из данных о количестве пользователей, зарегистрированных в приложении, которое доступно только с самих устройств, было продано около 9000 аппаратов.
В ноябре 2010 года Microsoft и Verizon Wireless заявили о намерении вновь выйти на рынок с этими устройствами под названиями KIN ONEm и KIN TWOm по более дешёвым цене и тарифному плану и с теми же техническими характеристиками, что у оригинальных KIN.

## Платформа
Платформа смартфонов KIN предусматривает тесную интеграцию с социальными сетями и включает в себя элементы операционной системы Windows Phone 7, при этом у различных моделей ядра системы не идентичны, но имеют много общего. Но определённое влияние оказала и платформа Danger Hiptop/T-Mobile Sidekick, на которой базируется серия мобильных устройств, компания-разработчик которой была приобретена корпорацией Microsoft.
После закрытия проекта KIN сотрудники, занимающиеся его разработкой, присоединились к команде разработчиков платформы Windows Phone, привнеся наработанные идеи в новую платформу Microsoft.

## Модели
Microsoft KIN ONE:
- Вертикальный слайдер с QWERTY-клавиатурой
- Сенсорный экран 2.6" TFT, QVGA (320 x 240)
- Камера 5 Мп (светодиодная вспышка)
- Память 4 Гб, 256 Мб DDR RAM
- Mono Speaker
- GPS, Bluetooth, USB

Microsoft KIN TWO:
- Горизонтальный слайдер с QWERTY-клавиатурой
- Сенсорный экран 3.4" TFT, HVGA (480x320)
- Камера 8 Мп (светодиодная вспышка)
- Память 8 Гб, 256 Мб DDR RAM
- Stereo Speaker
- GPS, Bluetooth, USB